# Do Borjeh
Do Borjeh (persiska: دو برجه) är en ort i Iran.   Den ligger i provinsen Nordkhorasan, i den nordöstra delen av landet, 500 km öster om huvudstaden Teheran. Do Borjeh ligger 1 273 meter över havet och antalet invånare är 290.
Terrängen runt Do Borjeh är varierad. Runt Do Borjeh är det ganska glesbefolkat, med 27 invånare per kvadratkilometer. Närmaste större samhälle är Showqān, 5,0 km öster om Do Borjeh. Omgivningarna runt Do Borjeh är i huvudsak ett öppet busklandskap.